# Hendrik van Brederode (1531-1568)

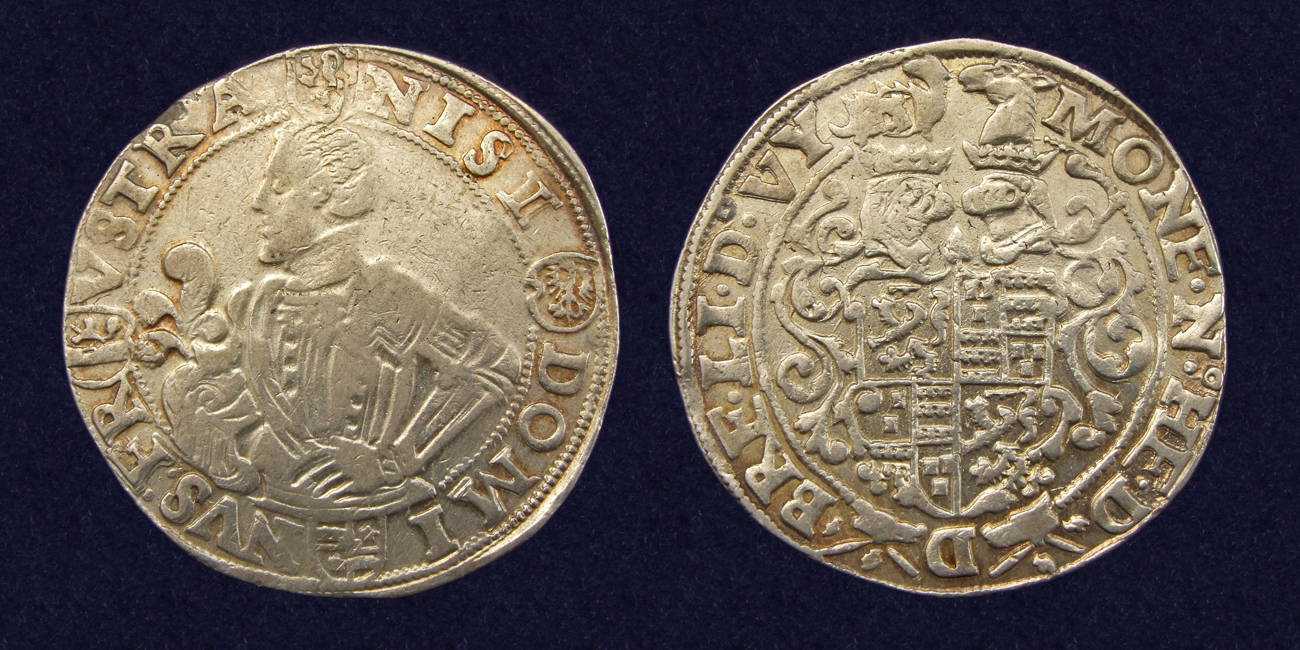
Heerlijkheid Vianen, AR Daalder, geslagen onder Hendrik van Brederode.

Hendrik van Brederode, bijgenaamd Grote Geus ("le Grand Gueux") of Hendrik II van Brederode (Brussel, 20 december 1531 - Recklinghausen, 15 februari 1568) was een Nederlands edelman.

## Leven
Hendrik van Brederode, heer van Brederode, Vianen, Schoorl, 't Oog, Bergen NH en burggraaf van Utrecht, was de oudste zoon van Reinoud III van Brederode en Philippote van der Marck. In 1557 huwde hij met Amelia van Nieuwenaar-Alpen te Vianen. Hij liet rond 1560 het lustslot Amaliastein voor haar bouwen. Het echtpaar bleef kinderloos.
Hij werd in 1565 lid van het Eedverbond der Edelen en bood op 5 april 1566 het eerste Smeekschrift aan Margaretha van Parma aan. Van Brederode riep te Sint-Truiden de vergadering bijeen (14 juli 1566) en behoorde tot het Compromis van Breda (1567).
Hij wierf troepen te Antwerpen, bracht een aantal hiervan per schip naar Vianen, terwijl zijn commandant Bombergen 's-Hertogenbosch veroverde. Hendrik trachtte zich tevergeefs meester te maken van Utrecht en Amsterdam, maar het door hem bij Antwerpen samengebrachte legertje onder leiding van Jan van Marnix werd op 13 maart 1567 in de slag bij Oosterweel door generaal Beauvoir verslagen terwijl de steun door de Antwerpse calvinisten persoonlijk door Willem van Oranje werd tegengehouden.
Brederode werd in maart van dat jaar tot kapitein-generaal van Amsterdam benoemd. Samen met zijn vriend Lenaert Jansz de Graeff, die zijn adjudant was, werd Brederode in april door de Spaanse veldheer Filips van Noircarmes afgezet.
Toen na de val van Valencijn het verzet ineen zakte, verlieten zijn troepen Vianen en trokken naar Duitsland. Nadat Hendrik van Brederode vergeefs gepoogd had weer bij Margaretha van Parma in de gunst te komen, week hij op 27 april 1567 uit naar Emden.
In juni 1567 bezocht hij Willem van Oranje in zijn slot te Dillenburg. Teleurgesteld over diens weigering om zich achter de gewapende opstand te scharen, schrapte hij hem uit zijn testament.
Op 28 mei 1568 werd hij door de Raad van Beroerten bij verstek gevonnist, maar hij was toen reeds op 15 februari 1568 in ballingschap op kasteel Horneburg bij Recklinghausen overleden.

## Historische betekenis

Hendrik van Brederode

Over het optreden van Hendrik van Brederode wordt thans zeer verschillend geoordeeld: enerzijds is hij, reeds vanaf de 16e eeuw, geëerd als een van de grondleggers van de Nederlandse Opstand, anderzijds is hij, vooral in de 19e eeuw, sterk bekritiseerd om zijn onrechtmatig optreden, zijn drankzucht en bovenal om het gegeven dat zijn gewapende verzet tegen de regering had gefaald.
De leiding van het verzet werd rond 1566 overgenomen door een broer van Willem van Oranje, Lodewijk van Nassau, die eveneens met weinig succes de slag bij Heiligerlee (1568) leidde en later bij Mook sneuvelde.
Tot 1572 was het optreden van het verzet niet succesvol te noemen. Pas toen de watergeuzen onder leiding kwamen van Willem van der Marck, heer van Lumey en volle neef van Hendrik van Brederode, werd de strijd succesvoller.
Overigens speelde Willem van Oranje een dubieuze rol bij de afwikkeling van het testament van Hendrik van Brederode. In eerste instantie was Willem van Oranje door Hendrik als erfgenaam aangewezen, maar later herriep hij dit omdat hij weinig steun van hem had gekregen in het verzet tegen de Spanjaarden. Met name toen het geuzenleger van Hendrik vlak bij Antwerpen in 1567 werd verslagen, werd hulp door Oranje ontzegd en de beschikbare hulptroepen tegengehouden.
De Staten van Holland moesten eraan te pas komen om het testament te bekrachtigen, maar dat verhinderde Willem van Oranje er niet van om de stad Vianen te bezetten. Deze stad bleef een vrije heerlijkheid en werd geen deel van de Republiek. Dit eindigde in 1725 toen de Staten van Holland en West-Friesland voor een recordbedrag van 898.200 gulden de rechten kochten van het geslacht van de Graven van Lippe, de opvolgers van het geslacht Brederode in vrouwelijke lijn, nadat het geslacht in mannelijke lijn in 1679 was uitgestorven.

## Trivia
- Prins Bernhard was een nakomeling van de laatste heer van Vianen, Simon Hendrik Adolf van Lippe-Detmold, die de heerlijkheid verkocht aan de Staten van Holland en West-Friesland.
- Het gedeelte van het Antwerpse Zuid ten zuidoosten van de Amerikalei, de wijk Brederode, is naar hem vernoemd.
- Johan Fabricius schreef in 1949 de historische roman De Grote Geus over Hendrik van Brederode en diens secretaris Floor den Duyf in de periode 1562-1568.

## Voorouders
| Voorouders van Hendrik van Brederode | Voorouders van Hendrik van Brederode                                         | Voorouders van Hendrik van Brederode                                         | Voorouders van Hendrik van Brederode                                               | Voorouders van Hendrik van Brederode                                               | Voorouders van Hendrik van Brederode                                         | Voorouders van Hendrik van Brederode                                         | Voorouders van Hendrik van Brederode                                            | Voorouders van Hendrik van Brederode                                            |
| ------------------------------------ | ---------------------------------------------------------------------------- | ---------------------------------------------------------------------------- | ---------------------------------------------------------------------------------- | ---------------------------------------------------------------------------------- | ---------------------------------------------------------------------------- | ---------------------------------------------------------------------------- | ------------------------------------------------------------------------------- | ------------------------------------------------------------------------------- |
| Overgrootouders                      | Reinoud II van Brederode (1415–1473) ∞ Jolanda van Lalaing (–1497)           | Reinoud II van Brederode (1415–1473) ∞ Jolanda van Lalaing (–1497)           | Wolfert VI van Borselen (1430–1487) ∞ Charlotte de Bourbon-Montpensier (1445–1478) | Wolfert VI van Borselen (1430–1487) ∞ Charlotte de Bourbon-Montpensier (1445–1478) | Robert I van Arenberg (1440–1487) ∞ Johanna Marley (1445–)                   | Robert I van Arenberg (1440–1487) ∞ Johanna Marley (1445–)                   | Philips van Croy van Chimay (1434–1482) ∞ Walburge van Meurs-Saarwerden (1440–) | Philips van Croy van Chimay (1434–1482) ∞ Walburge van Meurs-Saarwerden (1440–) |
| Grootouders                          | Walraven II van Brederode (1462–1531) ∞ Margaretha van Borselen (1472–1507)  | Walraven II van Brederode (1462–1531) ∞ Margaretha van Borselen (1472–1507)  | Walraven II van Brederode (1462–1531) ∞ Margaretha van Borselen (1472–1507)        | Walraven II van Brederode (1462–1531) ∞ Margaretha van Borselen (1472–1507)        | Robert II van Arenberg (1468–1536) ∞ Catherina van Croy-Chimay (1470–1544)   | Robert II van Arenberg (1468–1536) ∞ Catherina van Croy-Chimay (1470–1544)   | Robert II van Arenberg (1468–1536) ∞ Catherina van Croy-Chimay (1470–1544)      | Robert II van Arenberg (1468–1536) ∞ Catherina van Croy-Chimay (1470–1544)      |
| Ouders                               | Reinoud III van Brederode (1492–1556) ∞ Philippote van der Marck (1500-1537) | Reinoud III van Brederode (1492–1556) ∞ Philippote van der Marck (1500-1537) | Reinoud III van Brederode (1492–1556) ∞ Philippote van der Marck (1500-1537)       | Reinoud III van Brederode (1492–1556) ∞ Philippote van der Marck (1500-1537)       | Reinoud III van Brederode (1492–1556) ∞ Philippote van der Marck (1500-1537) | Reinoud III van Brederode (1492–1556) ∞ Philippote van der Marck (1500-1537) | Reinoud III van Brederode (1492–1556) ∞ Philippote van der Marck (1500-1537)    | Reinoud III van Brederode (1492–1556) ∞ Philippote van der Marck (1500-1537)    |
| Hendrik van Brederode (1531–1568)    |                                                                              |                                                                              |                                                                                    |                                                                                    |                                                                              |                                                                              |                                                                                 |                                                                                 |